# Wendell Pierce
Wendell Edward Pierce (New Orleans, 8 dicembre 1963) è un attore statunitense.

## Biografia
Primo di tre figli, la madre insegnante e il padre veterano della seconda guerra mondiale, decorato al valore che combatté nella Battaglia di Saipan nel corpo dei Marines. Pierce in varie interviste confessa di essere orgoglioso del padre in quanto lo considera un grosso esempio di patriottismo. Cresciuto in un sobborgo dopo-guerra della città, Pontchartrain Park, popolato da molti neri, dopo il liceo si iscrive alla Juilliard School, dove si laurea nel 1985. Attivo sia in televisione che al cinema, è anche un tifoso dei New Orleans Saints, tanto che la squadra lo ha soprannominato "Saints Wendell". Inoltre svolge opere filantropiche, soprattutto per le vittime dell'uragano Katrina e ha sostenuto la campagna fondi per la rielezione di Barack Obama. A causa dello stesso uragano ha perso una casa per allagamento.
Il 15 maggio 2016, viene arrestato per aggressione durante un comizio elettorale di Bernie Sanders fuori dall'Atlanta Lowes Hotel. Alla fine, è costretto a pagare una multa da 1000 dollari. È stato inoltre un grande sostenitore di Hillary Clinton nella sua elezione.

## Filmografia

### Cinema
- Casa, dolce casa? (The Money Pit), regia di Richard Benjamin (1986)
- Vittime di guerra, regia di Brian De Palma (1989)
- Sono affari di famiglia, regia di Sidney Lumet (1989)
- Malcolm X, regia di Spike Lee (1992)
- Può succedere anche a te, regia di Andrew Stanton (1994)
- Hackers, regia di Iain Softley (1995)
- Sleepers, regia di Barry Levinson (1996)
- The Fighting Temptations, regia di Jonathan Lynn (2003)
- La terra dell'abbondanza (Land of Plenty), regia di Wim Wenders (2004)
- Ray, regia di Taylor Hackford (2004)
- Stay Alive, regia di William Brent Bell (2006)
- Manuale d'infedeltà per uomini sposati (I Think I Love My Wife), regia di Chris Rock (2007)
- Come ammazzare il capo... e vivere felici, regia di Seth Gordon (2011)
- The Twilight Saga: Breaking Dawn - Parte 2, regia di Bill Condon (2012)
- Parker, regia di Taylor Hackford (2013)
- Möbius, regia di Éric Rochant (2013)
- Elsa & Fred, regia di Michael Radford (2014)
- Selma - La strada per la libertà, regia di Ava DuVernay (2014)
- Regali da uno sconosciuto - The Gift (The Gift), regia di Joel Edgerton (2015)
- The Runner, regia di Austin Stark (2015)
- Bad Moms - Mamme molto cattive (Bad Moms), regia di Jon Lucas e Scott Moore (2016)
- The Glory, regia di Phillip Michael Youmans (2017)
- Clemency, regia di Chinonye Chukwu (2019)
- Thunderbolts*, regia di Jake Schreier (2025)
- Superman, regia di James Gunn (2025)
- Highest 2 Lowest, regia di Spike Lee (2025)

### Televisione
- Un giustiziere a New York (The Equalizer) – serie TV, 2 episodi (1988-1989)
- Capital News – serie TV, 13 episodi (1990)
- Law & Order - I due volti della giustizia (Law & Order) – serie TV, 4 episodi (1992-2004)
- The Brian Benben Show – serie TV, 7 episodi (1998-2000)
- Squadra Emergenza – serie TV, 5 episodi (2000)
- City Of Angels – serie TV, episodio 2x05 (2000)
- Cursed – serie TV, 17 episodi (2000-2001)
- Tutto in famiglia – serie TV episodio 1x01 (2001)
- Girlfriends – serie TV, episodio 2x17 (2002)
- The Wire – serie TV, 60 episodi (2002–2008)
- Giudice Amy (Judging Amy) – serie TV, episodio 5x13 (2004)
- Law & Order - Il verdetto – serie TV, 2 episodi (2005–2006)
- Close to Home - Giustizia ad ogni costo (Close to Home) – serie TV, episodio 2x11 (2006)
- Numb3rs – serie TV, 4 episodi (2007–2008)
- Fear Itsfelf – serie TV, episodio 1x09 (2009)
- Hawthorne – serie TV, episodio 1x06 (2009)
- Drop Dead Diva – serie TV, episodio 1x13 (2009)
- Treme – serie TV, 38 episodi (2010-2013)
- Suits – serie TV, 35 episodi (2013-2019)
- The Michael J. Fox Show (2013–2014)
- Ray Donovan – serie TV, 11 episodi (2014–2015)
- The Night Shift – serie TV, episodio 2x12 (2015)
- The Odd Couple – serie TV, 38 episodi (2015-2017)
- Confirmation - Una donna per la verità (Confirmation), regia di Rick Famuyiwa – film TV (2016)
- Archer – serie TV, episodio 8x03 (2017) – voce
- Chicago P.D. – serie TV, 10 episodi (2017-2020)
- Unsolved – serie TV, 3 episodi (2018)
- Jack Ryan – serie TV, 32 episodi (2018-2023)
- The Watch – serie TV, 7 episodi (2020-2021)
- Elsbeth – serie TV, 30 episodi (2024-2025)

## Teatro

### Produttore
- Radio Gold di August Wilson, regia di Kenny Leon. Cort Theatre di Broadway (2007)
- Clybourne Park di Bruce Norris, regia di Pam MacKinnon. Walter Kerr Theatre di Broadway (2012)

### Attore
- The Boys of Winter di John Pielmeier, regia di Michael Lindsay-Hogg. Samuel J. Friedman Theatre di Broadway (1985)
- I due gentiluomini di Verona di William Shakespeare, regia di Stuart Vaugham. Delacorte Theater di New York (1987)
- La strega di Edmonton di William Rowley, Thomas Dekker e John Ford, regia di Barry Kyle. Folger Theater di Washington (1987)
- Serious Money di Caryl Churchill, regia di Max Stafford-Clark. Bernard B. Jacobs Theatre di Broadway (1988)
- Cimbelino di William Shakespeare, regia di JoAnne Akalaitis. Public Theater di New York (1989)
- Peccato che sia una sgualdrina di John Ford, regia di JoAnne Akalaitis. Public Theater di New York (1992)
- Sogno di una notte di mezza estate di William Shakespeare, regia di Marion McClinton. La Jolla Playhouse di La Jolla (1993)
- Il Tartuffo di Molière, regia di Mark Brokaw. Delacorte Theater di New York (1999)
- Il giardino dei ciliegi di Anton Čechov, regia di Christopher McElroen. HSA Theatre di New York (2005)
- Aspettando Godot di Samuel Beckett, regia di Christopher McElroen. HSA Theatre di New York (2006)
- Fences di August Wilson, regia di Sheldon Epps. Pasadena Playhouse di Pasadena (2006)
- Cost of Living di Martyna Majok, regia di Jo Bonney. Williamstown Theatre Festival di Williamstown (2016)
- Morte di un commesso viaggiatore di Arthur Miller, regia di Marianne Elliott e Miranda Cromwell. Young Vic e Piccadilly Theatre di Londra (2019)
- Morte di un commesso viaggiatore di Arthur Miller, regia di Miranda Cromwell. Hudson Theatre di Broadway (2022)

## Doppiatori italiani
Nelle versioni in italiano delle opere in cui ha recitato, Wendell Pierce è stato doppiato da:
- Stefano Mondini in Ray, Fear Itself, Suits, Confirmation - Una donna per la verità, Jack Ryan
- Paolo Marchese in Numb3rs, The Wire, Selma - La strada per la libertà, Come ammazzare il capo... e vivere felici
- Alessandro Rossi in Sleepers, The Fighting Temptations
- Roberto Draghetti in La famiglia Stevenson, Stay Alive
- Gianni Williams in Casa, dolce casa?
- Rodolfo Bianchi in Law & Order - I due volti della giustizia (ep. 5x13)
- Saverio Indrio in Tutto in famiglia
- Eugenio Marinelli in Brown Sugar
- Enrico Di Troia in Close to Home - Giustizia ad ogni costo
- Roberto Pedicini in La terra dell'abbondanza
- Sergio Lucchetti in Manuale d'infedeltà per uomini sposati
- Mario Bombardieri in Ray Donovan
- Mario Zucca in Parker
- Simone Mori in Può succedere anche a te
- Achille D'Aniello in Möbius
- Pino Insegno in Regali da uno sconosciuto - The Gift
- Dario Oppido in Chicago PD
- Matteo Brusamonti in Clemency
- Gianni Gaude in Elsbeth (st. 1)
- Lucio Saccone in Elsbeth (st. 2+)
- Alberto Angrisano in Thunderbolts*
- Massimo Corvo in Superman